# Ambérieux-en-Dombes
Ambérieux-en-Dombes település Franciaországban, Ain megyében. Lakosainak száma 1917 fő (2022. január 1.). Ambérieux-en-Dombes Lapeyrouse, Monthieux, Rancé, Saint-Jean-de-Thurigneux, Sainte-Olive, Savigneux és Villeneuve községekkel határos.

## Népesség
A település népességének változása:
| Lakosok száma | 627  | 848  | 1156 | 1436 | 1635 | 1619 | 1689 | 1751 | 1782 | 1917 |
|               | 1968 | 1982 | 1990 | 2006 | 2013 | 2015 | 2017 | 2019 | 2020 | 2022 |